# Kamskoe Ust'e
Kamskoe Ust'e (in russo Ка́мское У́стье?, in tartaro: Кама Тамагы) è un insediamento di tipo urbano che si trova nella Repubblica autonoma del Tatarstan, in Russia. È il centro amministrativo del distretto Kamsko-Ust'inskij.